# Parornix ampliatella
Parornix ampliatella is een vlinder uit de familie mineermotten (Gracillariidae). De wetenschappelijke naam is voor het eerst geldig gepubliceerd in 1850 door Stainton.
De soort komt voor in Europa.